# 보편 이차 형식
이차 형식 이론에서, 보편 이차 형식(普遍二次形式, 영어: universal quadratic form)은 모든 스칼라 값을 치역으로 갖는 이차 형식이다.

## 정의
가환환 {\displaystyle R} 위의 가군 {\displaystyle M} 위의 이차 형식 {\displaystyle Q\colon M\to R}가 주어졌다고 하자. 임의의 {\displaystyle r\in R}에 대하여, 만약 {\displaystyle Q(m)=r}인 {\displaystyle m\in M}이 존재한다면, {\displaystyle m}을 {\displaystyle r}의 {\displaystyle Q}에 의한 표현(영어: representation of {\displaystyle r} by {\displaystyle Q})이라고 한다.
만약 {\displaystyle R}의 모든 원소가 {\displaystyle Q}에 의하여 표현될 수 있다면, {\displaystyle Q}를 보편 이차 형식이라고 한다.

## 분류

### 복소수체
{\displaystyle K}가 이차 폐체(영어: quadratically closed field, 모든 수가 제곱근을 갖는 체)라고 하자. (예를 들어, 복소수체나 보다 일반적으로 모든 대수적으로 닫힌 체는 이차 폐체이다. 또한, 크기 2의 유한체 {\displaystyle \mathbb {F} _{2}} 역시 이차 폐체이다.) 이 경우, {\displaystyle K} 위의 임의의 벡터 공간 위의 이차 형식은 상수 함수 0이거나 아니면 보편 이차 형식이다.

### 실수체
{\displaystyle (K,\leq )}가 에우클레이데스 체(영어: Euclidean field, 모든 양수가 제곱근을 갖는 순서체)라고 하자. (예를 들어, {\displaystyle K}가 실수체 {\displaystyle \mathbb {R} }이거나 보다 일반적으로 실폐체일 경우 이에 해당된다.)
{\displaystyle K} 위의 보편 이차 형식은 부정부호 이차 형식이다. 즉, 부호수 {\displaystyle (n_{+},n_{0},n_{-})}에서 {\displaystyle n_{+},n_{-}\geq 1}인 경우이다. 만약 {\displaystyle n_{+}\geq 1}이지만 {\displaystyle n_{-}=0}인 경우 (양의 정부호) 이차 형식은 오직 음이 아닌 수만을 표현하며, 반대로  만약 {\displaystyle n_{-}\geq 1}이지만 {\displaystyle n_{+}=0}인 경우 (음의 정부호) 이차 형식은 오직 양이 아닌 수만을 표현한다. 만약 {\displaystyle n_{+}=n_{-}=0}인 경우, 이차 형식은 오직 0만을 표현한다.
실수체 위의 유한 차원 벡터 공간 위의 이차 형식이 보편 이차 형식일 필요충분조건은 부정부호 이차 형식인 것이다. 즉, 대각화하였을 때 하나 이상의 양의 고윳값과 하나 이상의 음의 고윳값을 갖는 것이다. 예를 들어, {\displaystyle x^{2}-y^{2}}는 보편 이차 형식이지만 {\displaystyle x^{2}}는 아니다.

### 유한체
홀수 표수의 유한체에 대하여, 2차원 이상의 모든 비특이 이차 형식은 보편 이차 형식이다.:36

### p진수체
p진수체 위의 4차원 이상의 벡터 공간 위의 비퇴화 이차 형식은 항상 보편 이차 형식이다.:37

### 유리수체
하세-민코프스키 정리에 따르면, 유리수체 위의 유한 차원 벡터 공간 위의 이차 형식 {\displaystyle Q}에 대하여 다음 두 조건이 서로 동치이다.
- 보편 이차 형식이다.
- 모든 자리 {\displaystyle {\mathfrak {p}}\in \{\infty ,2,3,5,7,\dots \}}에 대하여, {\displaystyle Q\otimes _{\mathbb {Q} }\mathbb {Q} _{\mathfrak {p}}}는 보편 이차 형식이다. (여기서 {\displaystyle \mathbb {Q} _{\infty }=\mathbb {R} }는 실수체이며, 소수 {\displaystyle p}에 대하여 {\displaystyle \mathbb {Q} _{p}}는 p진수체이다.)

### 정수환
15 정리(十五定理, 영어: fifteen theorem)에 따르면, 유한 생성 자유 아벨 군 {\displaystyle \mathbb {Z} ^{n}} 위의 이차 형식 {\displaystyle Q}에 대하여 다음 두 조건이 서로 동치이다.
- {\displaystyle Q}는 1, 2, 3, 5, 6, 7, 10, 14, 15를 표현한다. (OEIS의 수열 A030050)
- {\displaystyle Q}는 보편 이차 형식이다.

또한, 각 정수 {\displaystyle n\in S=\{1,2,3,5,6,7,10,14,15\}}에 대하여, {\displaystyle S\setminus \{n\}}을 표현하지만 {\displaystyle n}을 표현하지 않는 이차 형식이 알려져 있다.
라그랑주 네 제곱수 정리에 따르면, 정수 계수 이차 형식 {\displaystyle x^{2}+y^{2}+z^{2}+w^{2}}는 보편 이차 형식이다.
페르마 두 제곱수 정리에 따르면, 소수 {\displaystyle p}가 이차 형식 {\displaystyle x^{2}+y^{2}}에 의하여 표현될 필요충분조건은 {\displaystyle p\equiv 1{\pmod {4}}}인 것이다.

## 참고 문헌
1. ↑  Lam, Tsit-Yuen (2005). 《Introduction to quadratic forms over fields》. Graduate Studies in Mathematics (영어) 67. American Mathematical Society. ISBN 0-8218-1095-2. MR 2104929. Zbl 1068.11023.
2. ↑  Serre, Jean-Pierre (1973). 《A Course in Arithmetic》. Graduate Texts in Mathematics (영어) 7. Springer-Verlag. ISBN 0-387-90040-3. Zbl 0256.12001.
3. ↑  Conway, J. H. 〈Universal quadratic forms and the fifteen theorem〉 (PDF).   Bayer-Fiuckiger, Eva; Lewis, David; Ranicki, Andrew. 《Quadratic forms and their applications. Proceedings of the conference on qadratic forms and their applications, July 5–9, 1999, University College Dublin》. Contemporary Mathematics (영어) 272. American Mathematical Society. 23–26쪽. doi:10.1090/conm/272/4394. MR 1803358. Zbl 0987.11026.

- Rajwade, A. R. (1993). 《Squares》. London Mathematical Society Lecture Note Series (영어) 171. Cambridge University Press. ISBN 0-521-42668-5. Zbl 0785.11022.
- Duke, William (1997년 2월). “Some old problems and new results about quadratic forms” (PDF). 《Notices of the American Mathematical Society》 (영어) 44 (2): 190–196. Zbl 0969.11002.